# Patagonia (marca de ropa)
Patagonia Inc., es una compañía estadounidense de ropa para el aire libre (Outdoor) comercializada como sostenible. La compañía fue fundada por Yvon Chouinard en 1973, y tiene su sede en Ventura, California. Su logotipo es el perfil del Cerro Fitz Roy, ubicado en el limite fronterizo (sin delimitar aún), entre Chile y Argentina, como referencia desde el lado argentino se encuentra la localidad de El Chaltén.

## Historia
Yvon Chouinard, un acreditado escalador, empezó a vender material de montaña forjado a mano en 1957 a través de su compañía Chouinard Equipment. Trabajó solo hasta 1965, año en que se asoció con Tom Frost para mejorar sus productos y solucionar los crecientes problemas de oferta y demanda que afrontaba.
En 1970, Chouinard adquirió camisetas de rugby en Escocia que utilizaba para escalar porque el cuello de la camiseta impedía que el rollo de cuerda de escalada le hiciera daño en su cuello. Introdujo dichas camisetas con cuello en su línea de merchandising y rápidamente se convirtieron en su producto más vendido. Chouinard Equipment tuvo que declararse en quiebra en 1989 al perder una serie de demandas sobre la seguridad de su material de escalada, incluyendo una demanda por parte de los familiares de un escalador muerto al escurrirse de un arnés de escalada Chouinard. Los activos de material de escalada liquidados fueron adquiridos por $900,000 por un antiguo socio de Chouinard, Peter Metcalf, y reorganizados como Black Diamond Equipment. Yvon Chouinard conservó la división de bienes blandos (ropa) de la compañía, que ya había sido renombrada como Patagonia.

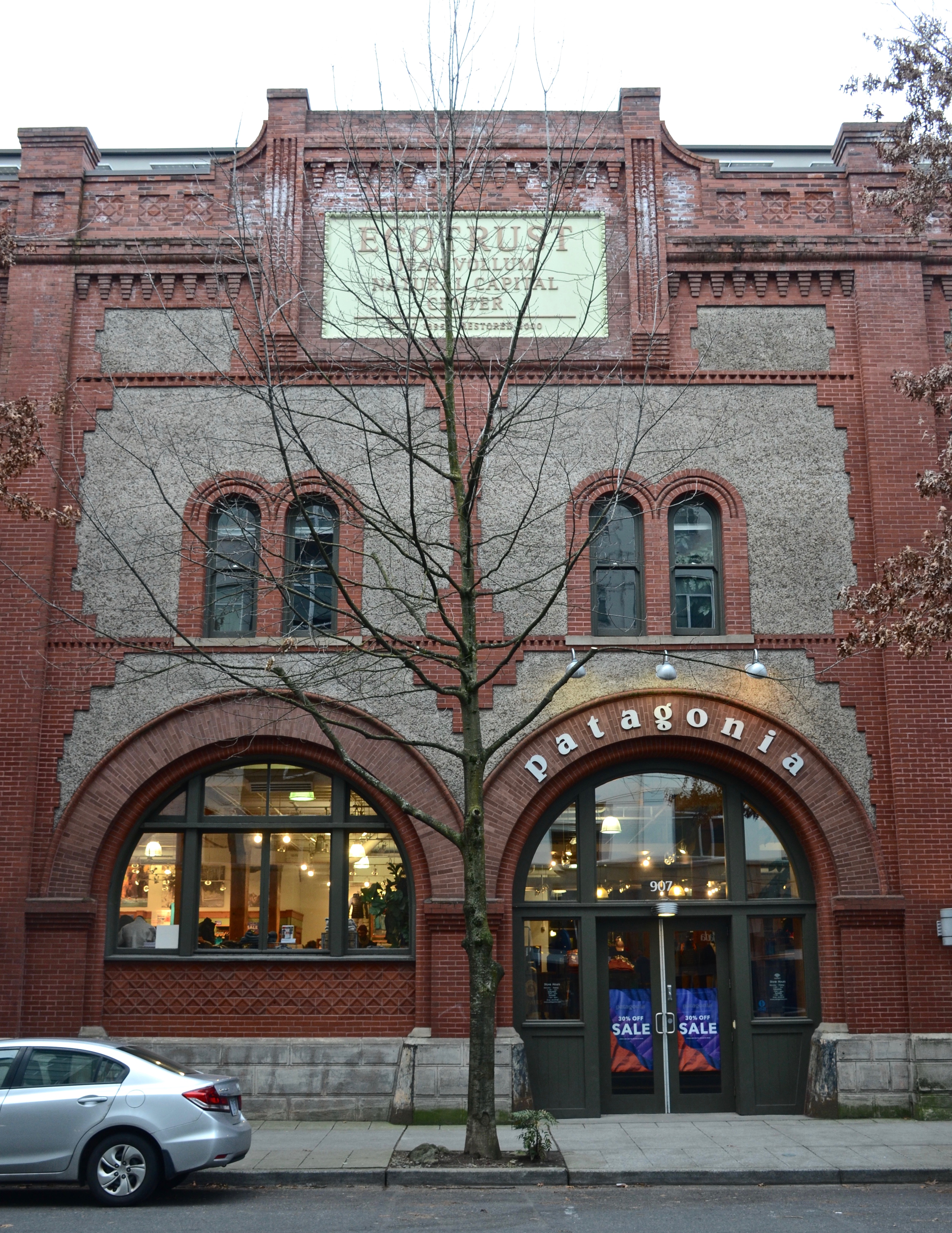
Una tienda Patagonia en Portland, Oregón, localizada en un renovado almacén construido en 1895 hasta que se movió a una ubicación nueva en marzo de 2017.

Patagonia ha expandido su línea de productos para incluir material orientado a otros deportes, como el surf. Además de ropa, ofrecen otros productos como mochilas y sacos de dormir.
Desde abril de 2017, determinados productos de Patagonia que están en buen estado pueden ser devueltos a cambio de créditos para material nuevo. Los productos usados son limpiados y reparados y vueltos a vender en su página web de "Worn Wear".

## Activismo
Patagonia se considera una "compañía activista". En 2017, la empresa fue reconocida por sus innovadoras políticas de permisos por temas familiares y por maternidad.

### Medioambiental
Patagonia destina el 1% de sus ventas totales o 10% de su beneficio, lo que sea mayor, a grupos medioambientales. Yvon Chouinard es miembro fundador de One Percent for the Planet, una organización que anima a otros negocios a hacer lo mismo.

### Política y preservación de tierras
El 6 de diciembre de 2017 Patagonia demandó al Gobierno de Estados Unidos y al presidente Donald Trump por sus edictos para reducir el Monumento Nacional Bears Ears en un 85% y el Monumento Nacional Grand Staircase-Escalante en casi el 50%. La demanda de Patagonia se basa en la interpretación de la Cláusula de Propiedad de la Constitución de EE. UU., en la que el país confiere al Congreso con el poder de gestionar las tierras federales. La CEO de la compañía, Rose Marcario, alega que cuando el congreso aprobó el Acto de Antigüedades de 1906 no daba a los presidentes el poder de revertir los nombramientos de monumentos de un presidente previo.

## Materiales

### Pluma
En 2012, el grupo británico de activismo animal Four Paws aseguró que Patagonia utilizaba pluma de gansos desplumados vivos y alimentados a la fuerza. En una declaración en su sitio web, Patagonia negó el uso de desplume en vivo pero dijo que había utilizado plumón procedente de la industria del foie-gras. En otoño de 2014, Patagonia anunció que estaba usando plumón 100% trazable para asegurarse de que los pájaros no fueran alimentados a la fuerza o desplumados vivos y de que el plumón no se mezcle con plumón de fuentes desconocidas.

### Lana
En febrero de 2005, Patagonia fue criticada por PETA por obtener lana de proveedores australianos que utilizaban la práctica de mulesing. A raíz de ello Patagonia trasladó su abastecimiento de lana de Australia a América del Sur y a la cooperativa Oviis 21. Aun así, en agosto de 2015 PETA difundió nuevas imágenes de vídeo que mostraban cómo las ovejas en granjas de Ovis 21 eran tratadas cruelmente. Esto hizo que Patagonia dejase de obtener lana de Ovis 21.
En junio de 2016, Patagonia publicó un conjunto de nuevos principios para la lana que guían el tratamiento de los animales así como prácticas para el uso de la tierra y sostenibilidad.